# A Paz (canção de Gilberto Gil)
"A Paz", também chamada "Leila 4", é uma canção de Gilberto Gil e João Donato composta em 1986. 
Lançada em primeira mão pela cantora Zizi Possi, no disco Amor & Música em 1987, a gravação fez grande sucesso, consolidando-se como um dos maiores êxitos de sua carreira. No mesmo ano, a referida gravação integrou a trilha sonora da novela Mandala da Rede Globo.
Posteriormente, a cantora regravou a canção para o disco Sobre Todas as Coisas em 1991.
No que tange à composição da canção, segundo Gil: "A imagem dele [João Donato] dormindo sossegado, em plena luz do dia, me chamou a atenção para o sentido da paz." O autor se referia a uma visita à sua casa que Donato fizera, levando diversas canções chamadas "Leila" e enumeradas até 15 ou 16. Essa imagem o fez lembrar da obra de Leon Tolstói, Guerra e Paz, e a letra foi sendo composta com base nessa contradição. O paradoxo é recorrente na obra de Gil, segundo ele mesmo afirma: "essa é a recorrência básica no meu trabalho: yin e yang, noite e dia, sim e não, permanência e transcendência, realidade e virtualidade: a polaridade criativa (e criadora)".
Segundo o eu-poético em "A Paz", o mundo contemporâneo busca a paz através da guerra, o que ele lamenta ("Que contradição/ Só a guerra faz/ Nosso amor em paz"). Também se percebe a contradição no vocabulário adotado "invadir", "tufão", "arrancar", "revolução", "bomba", "lamento".